# كيه كيه دودز
ك. ك. دودز (بالإنجليزية: K. K. Dodds)‏ هي ممثلة أمريكية، ولدت في 1965.

## وصلات خارجية
- ك. ك. دودز على موقع IMDb (الإنجليزية)
- ك. ك. دودز على موقع قاعدة بيانات الفيلم (الإنجليزية)